# Кошкарбай (Алматинская область)
Кошкарбай (каз. Қошқарбай) — село в Балхашском районе Алматинской области Казахстана. Входит в состав Жиделинского сельского округа. Код КАТО — 193653400.

## Население
В 1999 году население села составляло 200 человек (101 мужчина и 99 женщин). По данным переписи 2009 года, в селе проживали 223 человека (108 мужчин и 115 женщин).